# Ray Downey
Ray Downey, född den 23 september 1968 i Halifax County, Nova Scotia, är en kanadensisk boxare som tog OS-brons i lätt mellanviktsboxning 1988 i Seoul. I semifinalen förlorade han med 0-5 mot Park Si-Hun från Sydkorea.